# Macintosh IIsi

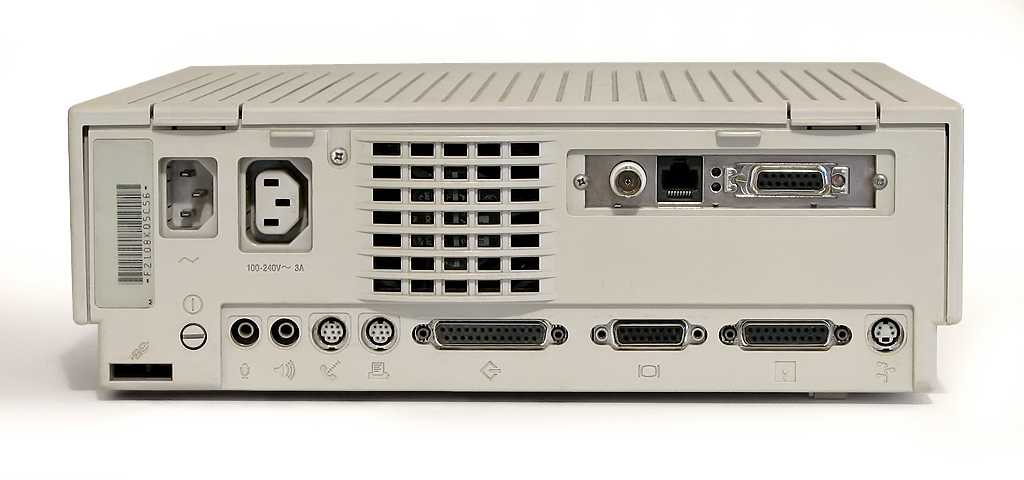
10base2、10baseTおよびAUIコネクターを備えたオプションのEthernetカードが見えるMacintosh IIsiの背面

Macintosh IIsiはApple Computerによって設計・製造され、1990年10月から1993年3月まで販売されたパーソナルコンピュータである
。

## 位置づけ
先行したMacintosh IIciと、同時期に発売されたMacintosh LCの間を埋める性能、拡張性、価格帯とされた。実質的な後継機であるMacintosh Quadra 610の発売とともに販売を終了した。

## ハードウェア

### 筐体
新設計ながら、後継機種への転用はなく一世代のみのデザインである。内部の拡張性に合わせるように、上位機種のIIciと下位機種のLCの間のサイズとなっている。全てがクリップまたはラッチで所定の位置に保持されるので、組み立てるに工具は必要なかった。

### CPU
Motorola MC68030を20MHzで駆動するほか、PDSに取り付けるオプションカードによってMC68882コプロセッサも搭載できた。コプロセッサを標準装備していないことで一部の既存アプリケーションが動作しないなどの問題に対し、コプロセッサをエミュレートするソフトウェアとして SoftwareFPU が存在する(初期の名称はPseudoFPUであった)。

### RAM
IIci同様30-pin SIMMスロットを採用する。

### ビデオ
最大解像度640x480、8bitカラーのビデオ出力回路が組み込まれていた。コスト低減のために、IIsiのビデオシステムは主記憶の一部を共有していたが、特にIIsiでは1MBの低速RAMがロジックボードに実装されていたためにビデオの速度を大幅に低下させていた。デヴィッド・ポーグの著書 Macworld Macintosh Secrets では、十分な大きさのディスクキャッシュサイズを設定してSIMMバンクに搭載されたより高速なRAMからコンピュータがビデオRAMを引き出すようにすればビデオを大幅に高速化できると述べられている。

### PDS
PDSに取り付ける変換アダプタ（ブリッジカード）によってNuBus拡張カードにも対応した。この変換アダプタには上述のコプロセッサも併載されている。

### その他入出力
SCSI、シリアルポートx2、ADBポートx1、フロッピーディスクポートx1および3.5mmのステレオヘッドホン出力およびマイク入力端子など、当時のMacintoshとして標準的な内容である。

## 構成
40MBまたは80MBの内蔵ハードディスクを選択できた。

## 不具合[要出典]
経年変化でスピーカー接続が不良となり、定期的に音が抜けてしまうことがあった。この問題はモノラルスピーカがロジックボードの下のドーターボード上にあり、バネ状の接点を使用するという、非常にモジュール化されたコンピュータの構造に起因していた。スピーカの振動が接触面にフレッチングを起こしていた。この問題はマザーボードを取り外し、ドーターボードがスピーカを保持している接点を消しゴムで清掃することで解消できる。

## 雑学
チャールズ・ブコウスキーはIIsiの熱狂的なユーザだった。